# Núria Espert

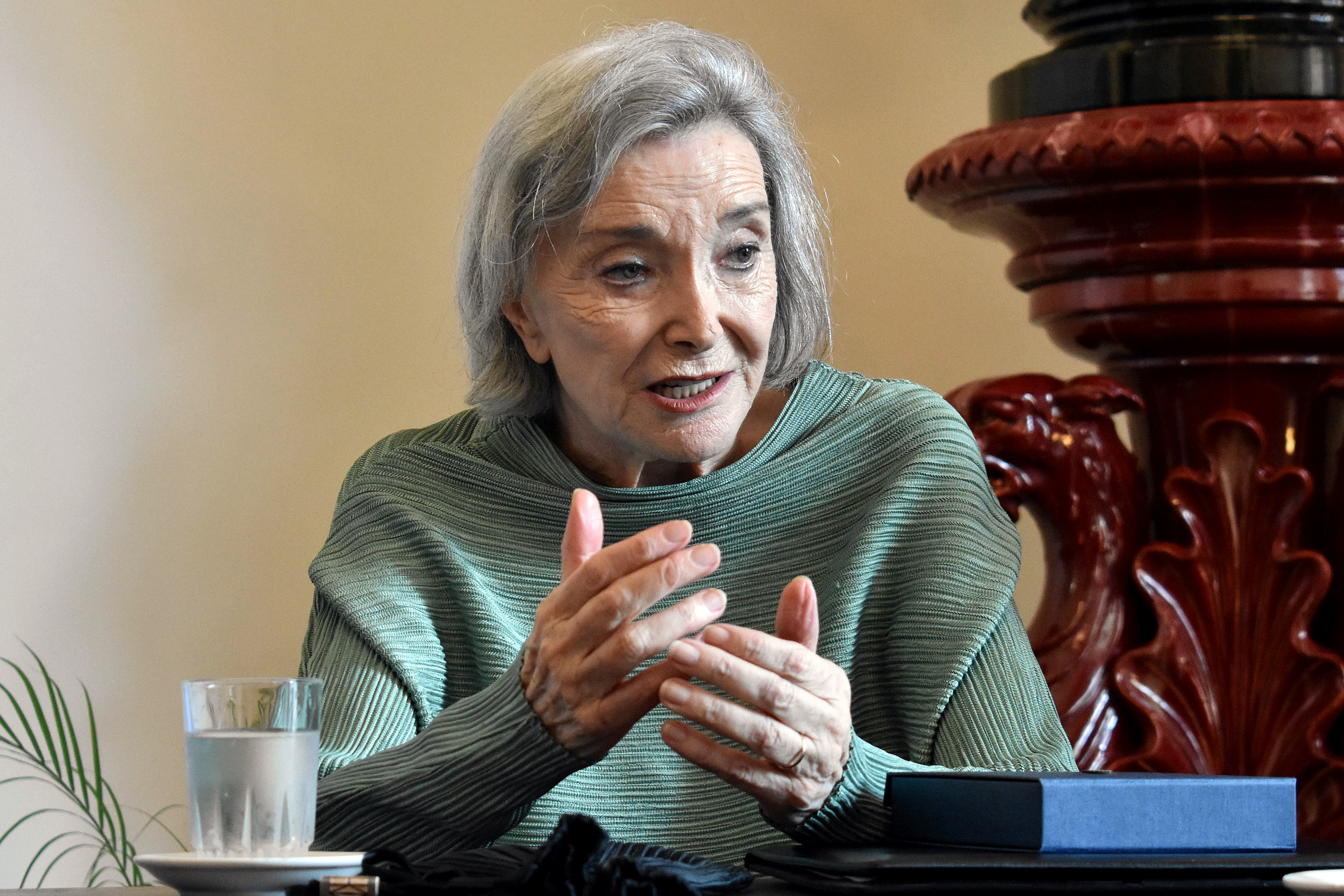
Núria Espert, 2019

Núria Espert i Moreno (* 11. Juni 1935 in L’Hospitalet de Llobregat, Katalonien) ist eine katalanische Schauspielerin und Regisseurin.
Sie besuchte das Instituto Maragall, eine High School in Barcelona, und belegte Kurse für Theater, Musik und Sprachen.
Mit 19 Jahren heiratete sie den Schauspieler Armando Moreno, mit dem sie 1959 eine Theater-Kompanie gründete.
Nach ihr benannt ist ein Theater in Fuenlabrada, die Sala Municipal de Teatro Núria Espert. 2007 ehrte sie die Unión de Actores de Madrid für ihr Lebenswerk. Juan Cruz veröffentlichte ihre Biographie Nuria.

## Auszeichnungen
- 1985: Premio Nacional de Teatro[1]
- 2016: Prinzessin-von-Asturien-Preis für Kunst
- 2018: Europäischer Theaterpreis – Sonderpreis

## Filmographie
- 1954: Once pares de botas
- 1958: La tirana
- 1961: Brot und Blut (A las cinco de la tarde) – Regie Juan Antonio Bardem
- 1970: Viva la muerte – Es lebe der Tod (Viva la muerte) – Literarische Vorlage, Drehbuch und Regie Fernando Arrabal
- 1976: La ciutat cremada
- 1984: Der König und die Königin (El rey y la reina) – Regie José Antonio Páramo
- 1996: Actrius
- 2007: Barcelona (un mapa)

## Theater
- 1981: Doña Rosita la soltera
- 1981: Medea
- 1983: The Tempest
- 1985: Salome
- 1990: Maquillaje
- 1998: Master Class
- 1999: Who’s Afraid of Virginia Woolf?
- 2003: La Celestina
- 2006: Play Strindberg von Friedrich Dürrenmatt
- 2007: Hay que purgar a Totó